# 크누드 4세

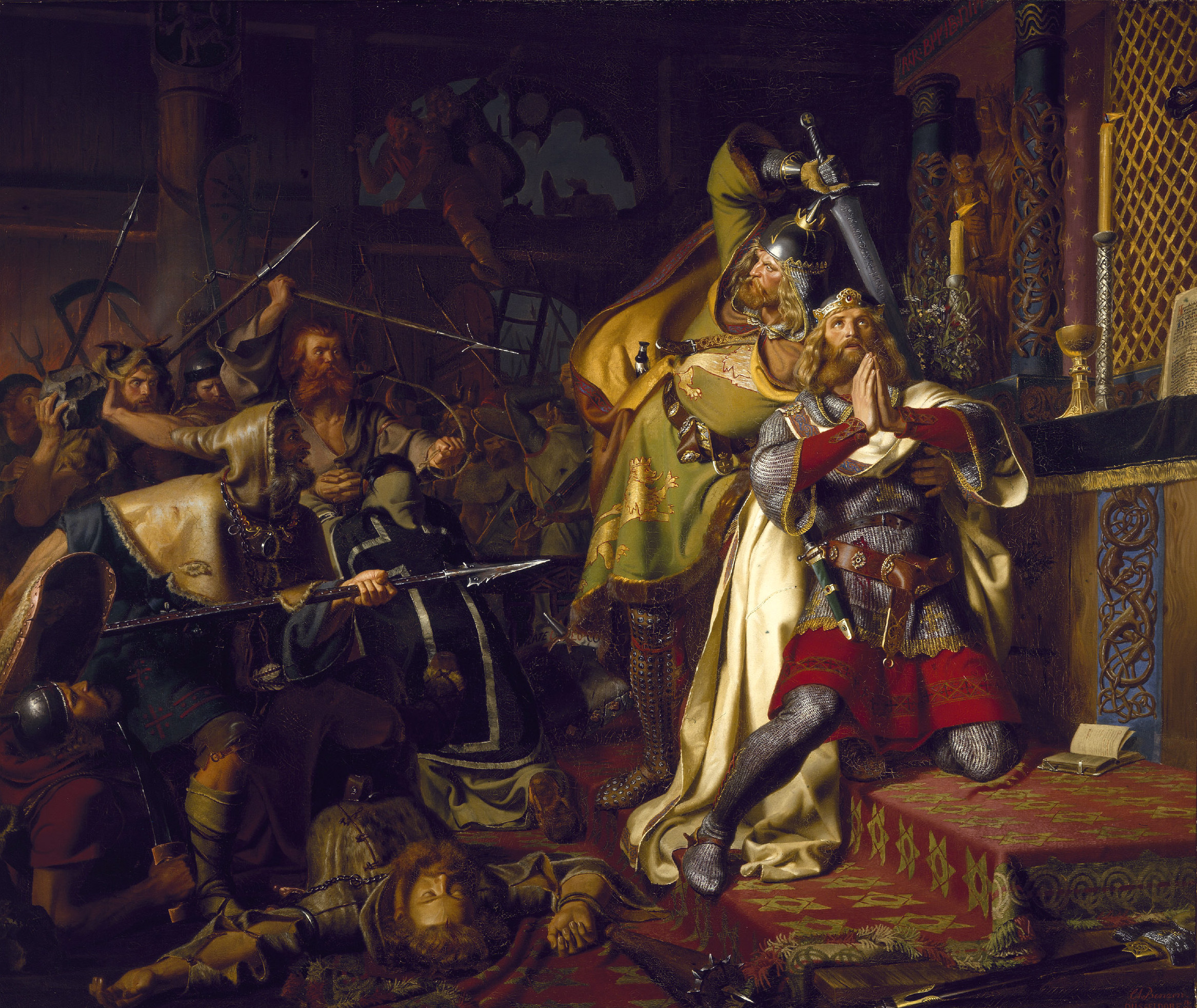
크누드 4세의 죽음을 묘사한 그림

크누드 4세(덴마크어: Knud IV, 1042년경 ~ 1086년 7월 10일)는 덴마크의 국왕(재위: 1080년 ~ 1086년)이다. 성왕(덴마크어: den Hellige 덴 헬리게[*]) 혹은 상트크누드(덴마크어: Sankt Knud)라는 별칭으로 부르기도 한다.

## 생애
에스트리센가(Estridsen) 출신이며 스베인 아스트리다르손(스벤 2세)의 아들로 태어났다.
1080년 스벤 2세의 뒤를 이어 덴마크의 국왕으로 즉위했다. 재위 기간 동안 왕권을 강화하는 데에 주력했으며 덴마크의 국왕으로는 최초로 기독교 세례를 받았다. 덴마크에 기독교를 전파하는 데에 주력했을 정도로 로마 가톨릭교회의 지지를 받았다. 한때는 잉글랜드 정복을 추진하기도 했지만 성사되지 않았다.
1086년 7월 10일 오덴세에서 반대파에 의해 피살당했으며 그의 시신은 오덴세의 성 크누드 대성당에 안치되었다. 덴마크의 왕위는 올라프 1세가 승계받았다. 1101년 로마 가톨릭 교회에 의해 덴마크의 수호성인으로 추대되었다.

## 같이 보기
- 덴마크의 군주 목록